# 霍日宁
霍日宁（1974年5月14日—），是中国一名已经退出职业足球的运动员，曾主要出任左前卫。
霍日宁成名于广州松日，2000年俱乐部降入乙级后与广州太阳神合并为广州吉利，霍日宁也进入球队。2002年，人员发生重大变化的上海申花主教练徐根宝签下了霍日宁，希望他能重现1997年自己率领广州松日升入甲A的作用，但是徐根宝很快因为战绩不佳离任，霍日宁几乎没有获得过出场机会。次年他重返更名为广州香雪的前吉利队，但是不久即从职业足球淡出，之后曾经参与丙级业余联赛以及五人制足球。